# Prodosia mycha
Prodosia mycha är en fjärilsart som beskrevs av Dyar 1914. Prodosia mycha ingår i släktet Prodosia och familjen nattflyn. Inga underarter finns listade i Catalogue of Life.